# Parafia Najświętszego Imienia Maryi w Krakowie
Parafia Najświętszego Imienia Maryi w Krakowie – parafia rzymskokatolicka należąca do dekanatu Kraków-Prądnik archidiecezji krakowskiej, na Rakowicach. Prowadzona przez ojców pijarów.

## Historia parafii
W listopadzie 1948 roku książę arcybiskup Adam Stefan Sapieha erygował parafię pw. Najświętszego Imienia Maryi.
Kościół parafialny, wybudowany w 1913, rozbudowany w latach 1970–1972, został poświęcony przez kard. Karola Wojtyłę w 1972 roku.

## Proboszczowie
Źródło: strona parafii
- o. Roman Stawinoga (1948–1950)
- o. Wincenty Zając (1950–1952)
- o. Józef Szafer (1952–1955)
- o. Augustyn Stępnik (1955–1963)
- o. Pompiliusz Smyk (1963–1967)
- o. Czesław Kochan (1967–1970)
- o. Stefan Denkiewicz (1970–1973)
- o. Michał Górawski (1973–1976)
- o. Franciszek Łaska (1976–1979)
- o. Edward Malicki (1979–1982)
- o. Antoni Jelonek 81982–1988)
- o. Jerzy Dziura (1988–2011)
- o. Wojciech Kałafut (2011–2023)
- o. Piotr Paweł Recki (2023 - ...)

## Wspólnoty parafialne
- Domowy Kościół
- Rada Duszpasterska
- Oaza Rodzin
- Arcybractwo Honorowej Straży NSPJ
- Wieczernik Modlitwy
- Bractwo MB Bolesnej Patronki Dobrej Śmierci
- Żywy Różaniec
- Zespół Charytatywny
- Duszpasterstwo akademickie Pijarów
- Schola Dziecięca
- Wspólnota Młodzieży Pijarskiej Światło
- Liturgiczna Służba Ołtarza
- Centrum Kultury Calasanz Kraków - Olsza
- Pijarski Klub Seniora
- Wolontariat

## Zasięg parafii
Ulice: Akacjowa, Bohaterów Wietnamu, Brogi n-ry parzyste, Ernesta Cieślewskiego, Dobra, Mirosława Dzielskiego, Jaśminowa, Kanonierów, Lublańska 22, 24, Artura Malawskiego, Miechowity n-ry nieparzyste 3-21 oraz parzyste 8 i 10, Mieszka I, Młyńska, Młyńska Boczna, Sadzawki, Saperów, Stanisława ze Skalbmierza 10 i 12, Szwoleżerów, Partyzantów, Piękna, Pijarów, Pilotów 4, 22, 24, 26, 28, Ptasia, Ułanów 70, 71 b, Henryka Wieniawskiego.